# Tripping the Rift
Tripping the Rift är en kanadensisk datoranimerad TV-serie med science fiction-tema. Historien kretsar kring rymdskeppet Jupiter 42 och dess besättning. Innehåller humor som riktar sig till en vuxen publik.
Tre säsonger med 13 avsnitt vardera samt en långfilm har utgivits.

## Utgivning

### Pilotavsnitt
- Love and Darph (1998)
- Oh Brother (Trailer) (2001)

### Säsong 1 (2004)
1. God is Our Pilot
2. Mutilation Ball
3. Miss Galaxy 5000
4. Sidewalk Soiler
5. The Devil and a Guy Named Webster
6. Totally Recalled
7. 2001 Space Idiocies
8. Power to the Peephole
9. Nature vs. Nurture
10. Aliens, Guns & A Monkey
11. Emasculating Chode
12. Love Conquers All...Almost
13. Android Love

### Säsong 2 (2005)
1. Cool Whip
2. You Wanna Put That Where?
3. Honey, I Shrunk the Crew
4. Ghost Ship
5. Benito's Revenge
6. All for None
7. Extreme Chode
8. Roswell
9. Santa Clownza
10. Chode and Bobo's High School Reunion
11. Creaturepalooza
12. Chode's Near-Death Experience
13. Six, Lies and Videotape

### Säsong 3 (2007)
1. Chode Eraser
2. Skankenstein
3. To eBay or Not to eBay
4. 23 ½
5. The Need for Greed
6. Chuckles Bites the Dust
7. Hollow Chode
8. Raiders of the Lost Crock
9. Witness Protection
10. The Son also Rises
11. Extreme Take-over
12. Battle of the Bulge
13. Tragically Whip

### Film
Tripping the Rift: The Movie (2008)

## Karaktärer
- Chode, kapten och delägare i rymdskeppet. Hans kropp är en lila klump med gröna prickar och har tre ögon. Är en opålitlig person som gärna stjäl och luras. Har ett mycket stort intresse för sex och pornografi. Rösten görs av Stephen Root.

- Six, vetenskapsofficer. Hon är ursprungligen den sexigaste, hetaste och mest avancerade kvinnliga android som någonsin har byggts. Rösten gjordes under första säsongen av Gina Gershon, andra säsongen av Carmen Electra och tredje av Jenny McCarthy.

- Gus, underhållsingenjör. Han är en guldfärgad robot, som i motsats till andra robotar, är ohjälpsam, cynisk och en stor fegis. Han är mycket missnöjd med att robotar inte har några rättigheter utan hålls som slavar. Rösten görs av Maurice LaMarche.

- T'Nuk, pilot och delägare i rymdskeppet. Hon är en kvinna med ofördelaktigt utseende och med ett mycket hetsigt humör. Tack vare hennes grova uppträdande och språk så är hon den ende som kan kontrollera skeppets dator Bob. Rösten görs av Gayle Garfinkle.

- Whip, förman. Han är en grön amfibie i tonåren, som gör allt för att undvika arbete. Trots detta får han behålla jobbet, antagligen tack vare att han är släkt med Chode. Rösten görs av Rick Jones.

- Bob, rymdskeppets dator. Han är AI:n i galaxens snabbaste skepp men lider tyvärr av agorafobi och är därför rädd för stora öppna ytor. Får ofta panikattacker vid de minst lämpliga tillfällena. Rösten görs av John Melendez.

- Darph Bobo, inte en besättningsmedlem utan den stora skurken som dyker upp hela tiden. Han är en ond clown och ledare för Dark Clowns som försöker ta över herraväldet i galaxen. Hans ärkefiende är Chode. Rösten görs av Terrence Scammell.